# Isola Olenij
L'isola Olenij (in russo Остров Олений) è un'isola russa.

## Geografia
L'isola, situata nel Mare di Kara a due km dalla costa della Penisola di Gyda, appartiene amministrativamente al Circondario autonomo Jamalo-Nenec che è la parte più a nord dell'Oblast' di Tjumen'.
Lunga circa 53 km e larga fino a 27 l'isola Olenij ha una superficie di 1.197 km² il che la colloca al 289º posto tra le isole più grandi del mondo. Il mare attorno in inverno è di solito coperto da ghiaccio quindi molto spesso l'isola risulta fusa o collegata alla terraferma. L'isola, dal 1996, fa parte della Riserva naturale Gydanskij (заповедник "Гыданский") che comprende parti delle penisole Javaj, Mamonta e Olenij, la costa della baia Jurackaja (Юрацкая губа) e l'isola di Šokal'skij.

## Isole adiacenti
- Le isole Prokljatye (острова Проклятые) sono un gruppo di isole senza nomi individuali che si trovano a sud della punta sud-occidentale dell'isola Olenij (72°12′49.37″N 76°55′24.68″E). Sono isole piatte, hanno un'altezza massima di 5 m, e sulla loro superficie ci sono piccoli laghi, paludi e corsi d'acqua. Sono tutte ravvicinate, e fra di loro ci sono banchi di sabbia. Una sola è più discosta, verso est (72°13′49.75″N 77°15′50.76″E),; la sua punta occidentale si chiama capo Vėvė.
- L'isola Rovnyj (остров Ровный) è situata a est delle Prokljatye, accanto alla terraferma, divisa da uno stretto canale (72°12′20.67″N 77°30′50.54″E). Anche quest'isola ha piccoli laghi, paludi e un corso d'acqua. La sua altezza massima è di 7 m.